# De verdroogde bron
De verdroogde bron is het 160ste stripverhaal van Jommeke. De reeks wordt getekend door striptekenaar Jef Nys. Scenarist is Jan Ruysbergh.

## Verhaal
Op een dag vinden Jommeke en zijn vriendjes een fles met een S.O.S. van Jampudding erin. Ze besluiten naar het eiland te vliegen. Daar aangekomen blijkt dat de levensbron gestopt is met lopen. Al snel ontdekken ze dat twee mannen het water van de bron aftappen om nadien te verkopen. Ze zorgen ervoor dat de mannen geen water meer kunnen aftappen en gaan terug naar huis. Daar proberen de twee mannen echter om Jommeke te vermoorden. Zal hij het halen?